# Cape Seryj
Das Cape Seryj (englisch; russisch Мыс Серый Mys Sery, deutsch ‚Graues Kap‘) ist ein Kap an der Knox-Küste des ostantarktischen Wilkeslands. Es liegt im Gebiet der Bunger-Oase.
Wissenschaftler einer sowjetischen Antarktisexpedition kartierten und benannten es im Jahr 1956. Das Antarctic Names Committee of Australia übertrug diese Benennung ins Englische.